# Jenn Murray
Jennifer "Jenn" Murray (ur. w 1986 w Belfaście) – irlandzka aktorka.
Znana z tytułowej roli w horrorze Egzorcyzmy Dorothy Mills (2008), która przysporzyła jej uznanie krytyków filmowych oraz nominację do nagrody dla najlepszej aktorki pierwszoplanowej podczas Irish Film & Television Awards w 2009 roku.
Nim wystąpiła w filmie Agnès Merlet, kształciła się na aktorkę teatralną w Samuel Beckett Drama School w Dublinie.

## Filmografia
- Egzorcyzmy Dorothy Mills (Dorothy Mills, 2008) jako Dorothy Mills
- The Clinic (2008) jako Sorina (serial TV)
- The Bill (2009) jako Ruby Deegan (serial TV)
- Sunshower (2009) jako dziewczyna
- The Day Of The Triffids (2009) jako Susan (serial TV)
- Człowiek z kosmosu (Earthbound, 2012) jako Maria
- Fantastyczne zwierzęta i jak je znaleźć (2016) jako Chastity Barebone
- Czarownica 2 (2019) jako Gerda